# Wellston (Ohio)
Wellston es una ciudad ubicada en el condado de Jackson en el estado estadounidense de Ohio. En el Censo de 2010 tenía una población de 5663 habitantes y una densidad poblacional de 309,97 personas por km².

## Geografía
Wellston se encuentra ubicada en las coordenadas 39°7′3″N 82°32′15″O / 39.11750, -82.53750. Según la Oficina del Censo de los Estados Unidos, Wellston tiene una superficie total de 18.27 km², de la cual 18.05 km² corresponden a tierra firme y (1.19%) 0.22 km² es agua.

## Demografía
Según el censo de 2010, había 5663 personas residiendo en Wellston. La densidad de población era de 309,97 hab./km². De los 5663 habitantes, Wellston estaba compuesto por el 97.7% blancos, el 0.19% eran afroamericanos, el 0.39% eran amerindios, el 0.25% eran asiáticos, el 0% eran isleños del Pacífico, el 0.14% eran de otras razas y el 1.32% pertenecían a dos o más razas. Del total de la población el 0.71% eran hispanos o latinos de cualquier raza.